# 183 (число)
183 (сто восемьдесят три) — натуральное число, расположенное между числами 182 и 184. Оно не является простым числом, а относительно последовательности простых чисел расположено между 181 и 191.
- 183 день в году — 2 июля (в високосный год 1 июля).

## В математике
- 183 является центральным полигональным числом, {\displaystyle n^{2}-n+1}, где {\displaystyle n=14}[2].
- Является 59-м полупростым числом[3].
- Является вторым 62-угольным числом (следующее число в последовательности — 364)[4][5].
- 183 — наименьшее число {\displaystyle n}, которое в конкатенации с {\displaystyle n+1} даёт квадрат числа ({\displaystyle {\sqrt {183184}}=428})[6][7].
- 183 является репдигитом в 13-ричной системе счисления (111).
- 183 может быть представлено в виде разности квадратов[8]: {\displaystyle 183=32^{2}-29^{2}=92^{2}-91^{2}}

## В других областях
- 183 год; 183 год до н. э.
- NGC 183 — эллиптическая галактика (E) в созвездии Андромеда.